# Веряжа (Новгородська область)
Веряжа (рос. Веряжа) — присілок в Шимському районі Новгородської області Російської Федерації.
Населення становить 142 особи. Входить до складу муніципального утворення Шимське міське поселення.

## Історія
Від 2004 року входить до складу муніципального утворення Шимське міське поселення.

## Населення
| 2010 |
| ---- |
| 142  |